# Oriente Petrolero
Club Deportivo Oriente Petrolero jest boliwijskim klubem piłkarskim z siedzibą w mieście Santa Cruz.

## Historia
Oriente Petrolero założony został 5 listopada 1955 i od początku lat 70. XX wieku należy do najsilniejszych klubów boliwijskich. W ostatnio zakończonym sezonie 2006 roku zajął ostatecznie trzecie miejsce.

## Osiągnięcia
- Mistrz Boliwii (5): 1971, 1979, 1990, 2001
- Wicemistrz Boliwii (10): 1972, 1976, 1977, 1983, 1986, 1987, 1989, 1997, 2000, 2002
- Puchar Boliwii Copa Boliviana (1): 1971
- Finał pucharu Boliwii Copa Boliviana (2): 1972, 1976